# Ira furor brevis est
 Ira furor brevis est лат. (изговор: ира фурор бревис ест). Гнев је кратко безумље. (Хорације)

## Поријекло изреке
Ову изреку је смислио и рекао у првом вијеку старе ере један од највећих лирских  пјесника  Рима Хорације.

## Тумачење
Гнева се треба плашити јер је безуман. Њега ваља побиједити.